# Борис Изворски
Борис Изворски – Чолаков е български революционер, деец на Вътрешната македонска революционна организация.

## Биография
Роден е в 1897 година в боймишкото село Извор, тогава в Османската империя, днес Пиги, Гърция. След Първата световна война участва във възстановяването на ВМРО. От септември 1922 година застава начело на Ениджевардарската околийска чета, като се сражава и с гръцки войски в Егейска Македония и със сръбски във Вардарска и успява да организира цялата околия. В 1923 година дейността на четата е ограничена поради засиления гръцки терор, а в 1924 година българското население се изселва от областта по българо-гръцката конвенция и четата прекратява дейността си.
През 1924 година участва като делегат на Солунския окръжен конгрес на ВМРО и е избран за редовен член на окръжното ръководство, а през 1925 година е делегат на Шестия конгрес на ВМРО. През 1925 година действа с чета от 23 души в Охридско. В началото на 1928 година се намира в Албания заедно с Петър Шанданов и Пандо Кицов.
След убийството на Александър Протогеров в 1928 година, Изворски е на страната на протогеровистите. Оглавява чета при протогеровистката експедиция към Петрички окръг. Четата му се предава на военна част, но е предадена край разложкото село Добринища на михайловиста Стоян Вардарски и всички четници – Васил Запрев, Борис Козов, Георги Наков, Пандо Кицов, Спас Стоянов, Георги Христов, Спас Вергов и Христо Андонов са убити.
- Христо Андонов
- Спас Стоянов
- Васил Запрев